# Reuil-sur-Brêche
Pour les articles homonymes, voir Reuil (homonymie) et Brèche.
Reuil-sur-Brêche est une commune française située dans le département de l'Oise, en région Hauts-de-France.
Ses habitants sont appelés les Reuillois et les Reuilloises.

## Géographie
| La Neuville-Saint-Pierre | Noiremont        | Noyers-Saint-Martin  |
| Abbeville-Saint-Lucien   | Reuil-sur-Brêche | Montreuil-sur-Brêche |
| Oroër                    | Lafraye          | Haudivillers         |

### Hydrographie

#### Réseau hydrographique
La commune est située dans le bassin Seine-Normandie. Elle est drainée par la Brèche,.
La Brèche, d'une longueur de 45 km, prend sa source dans la commune  et se jette  dans l'Oise à Villers-Saint-Paul, après avoir traversé 22 communes. 

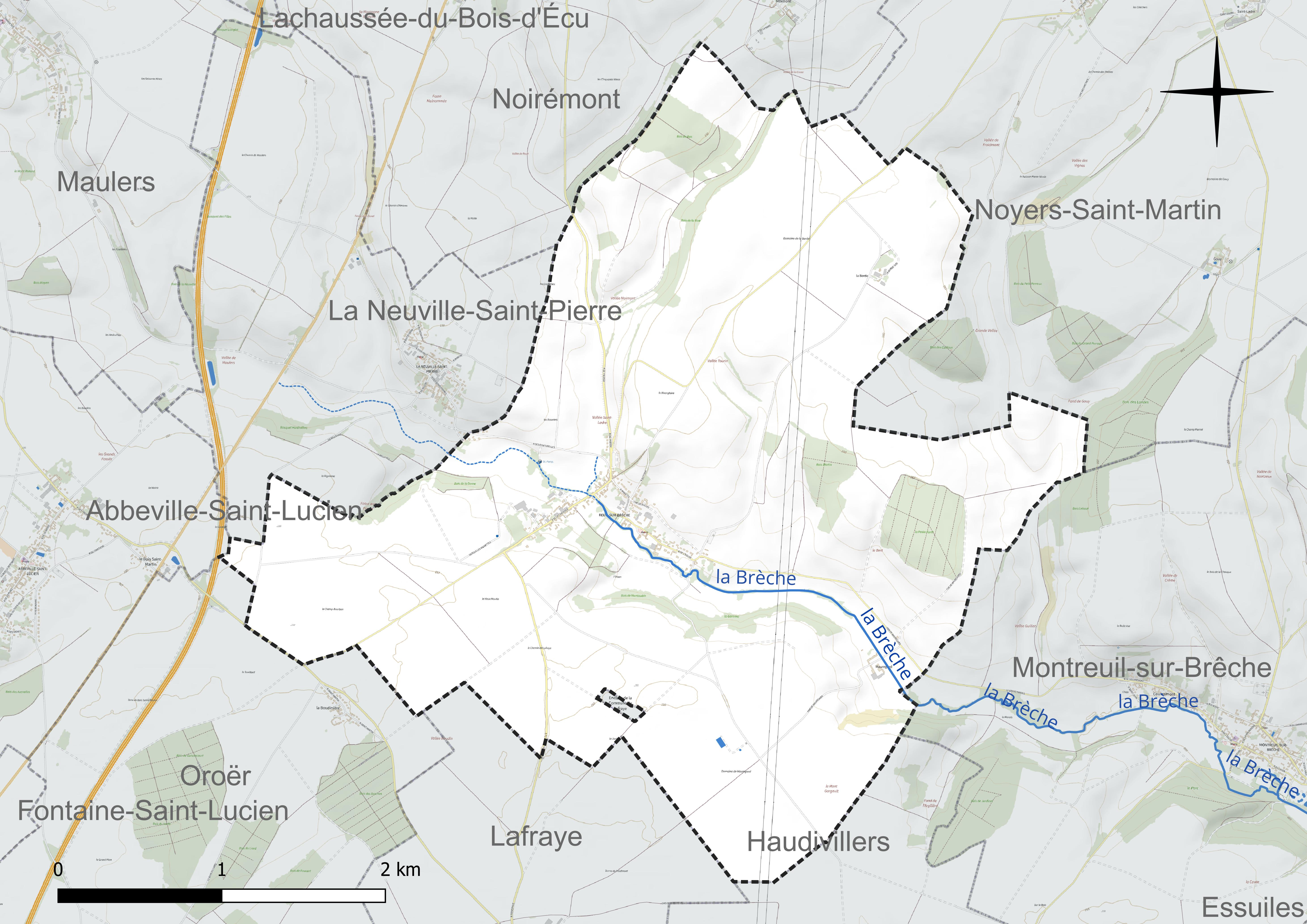
Réseau hydrographique de Reuil-sur-Brêche.

#### Gestion et qualité des eaux
Le territoire communal est couvert par le schéma d'aménagement et de gestion des eaux (SAGE) « Sensée ». Ce document de planification concerne un territoire de 492 km2 de superficie, délimité par le bassin versant de la Brêche. Le périmètre a été arrêté le 9 février 2017 et le SAGE proprement dit a été approuvé le 25 novembre 2021. La structure porteuse de l'élaboration et de la mise en œuvre est le syndicat mixte du Bassin Versant de la Brèche (SMBVB). 
La qualité des cours d'eau peut être consultée sur un site dédié géré par les agences de l'eau et l'Agence française pour la biodiversité. 

### Climat
Pour des articles plus généraux, voir Climat des Hauts-de-France et Climat de l'Oise.
En 2010, le climat de la commune est de type climat océanique dégradé des plaines du Centre et du Nord, selon une étude du CNRS s'appuyant sur une série de données couvrant la période 1971-2000. En 2020, Météo-France publie une typologie des climats de la France métropolitaine dans laquelle la commune est exposée à un climat océanique et est dans la région climatique  Nord-est du bassin Parisien, caractérisée par un ensoleillement médiocre, une pluviométrie moyenne régulièrement répartie au cours de l'année et un hiver froid (3 °C). 
Pour la période 1971-2000, la température annuelle moyenne est de 10,3 °C, avec une amplitude thermique annuelle de 14,4 °C. Le cumul annuel moyen de précipitations est de 694 mm, avec 11 jours de précipitations en janvier et 8,1 jours en juillet. Pour la période 1991-2020, la température moyenne annuelle observée sur la station météorologique la plus proche, située sur la commune de Tillé à 10 km à vol d'oiseau, est de 11,0 °C et le cumul annuel moyen de précipitations est de 655,5 mm,. Pour l'avenir, les paramètres climatiques de la commune estimés pour 2050 selon différents scénarios d'émission de gaz à effet de serre sont consultables sur un site dédié publié par Météo-France en novembre 2022.

## Urbanisme

### Typologie
Au 1er janvier 2024, Reuil-sur-Brêche est catégorisée commune rurale à habitat dispersé, selon la nouvelle grille communale de densité à sept niveaux définie par l'Insee en 2022.
Elle est située hors unité urbaine. Par ailleurs la commune fait partie de l'aire d'attraction de Beauvais, dont elle est une commune de la couronne,. Cette aire, qui regroupe 162 communes, est catégorisée dans les aires de 50 000 à moins de 200 000 habitants,.

### Occupation des sols
L'occupation des sols de la commune, telle qu'elle ressort de la base de données européenne d'occupation biophysique des sols Corine Land Cover (CLC), est marquée par l'importance des territoires agricoles (92,2 % en 2018), en diminution par rapport à 1990 (93,1 %). La répartition détaillée en 2018 est la suivante : 
terres arables (86,9 %), zones agricoles hétérogènes (5,3 %), forêts (5 %), zones urbanisées (2,8 %). L'évolution de l'occupation des sols de la commune et de ses infrastructures peut être observée sur les différentes représentations cartographiques du territoire : la carte de Cassini (XVIIIe siècle), la carte d'état-major (1820-1866) et les cartes ou photos aériennes de l'IGN pour la période actuelle (1950 à aujourd'hui).

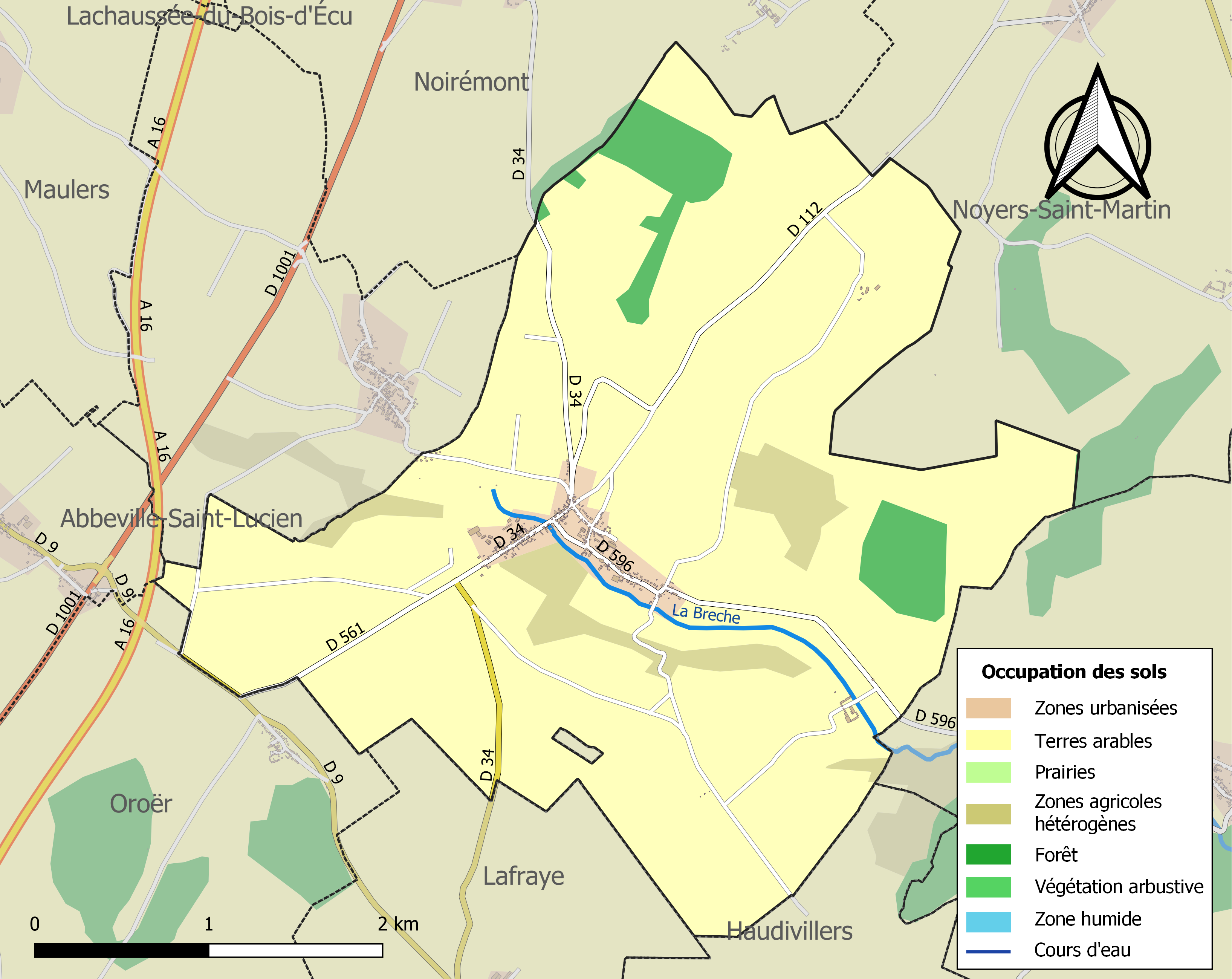
Carte des infrastructures et de l'occupation des sols de la commune en 2018 (CLC).

### Voies de communication et transports
La commune est desservie, en 2023, par les lignes 6109, 6114 et 6140 du réseau interurbain de l'Oise.

## Toponymie
Le nom de la localité est attesté sous les formes ecclesia de Rivolum (1030) ; Riuolium (1136) ; Rivolium (vers 1136) ; Rivoilum (1139) ; de Rivolio (1147) ; Ruolium (1157) ; Ruel (1157) ; de Ruolio (1164) ; Rivulum et alveum novum (1173) ; in Rivoilo (1180) ; Ruelium (1190) ; Ruil (1190) ; Ruoil (1195) ; Theobaldus de Rueilo (1197) ; Rueilum (1197) ; Rueuil (1217) ; Rueil (1219) ; Ruiel (1226) ; Ruil de Monsteroil (1233) ; Balduinum de Ruolio (1236) ; Rueel (1238) ; Ruellum (1240) ; Rueilg (1250) ; Ruolium super Brechiam (1250) ; in villa Rodoli super brecham (1287) ; Rueil sur bresche (1287) ; Reuel (1292) ; Rueil seur bresche (XIIIe) ; Ruel sur bresche (1309) ; le ville de Rueul (1310) ; Rueul sur Brèche (1310) ; Ruellium (1393) ; Rueull sur bresche (1454) ; Rueul sur breusche (1454) ; Ruel (1457) ; Rueul sur Bresche (1462) ; Rueul sur bresse (1498) ; Rueil sur bresche (1522) ; Reuil la Neuville (1577) ; eccl. de Ruolio (XVIe) ; Rueuil sur Bresche (1667) ; Reuil-sur-Brèche (1840).

De l'oil ruel, ruiel, riewel « ruisseau ».
Reuil est à la source de la Brèche.

## Histoire
La commune, instituée lors de la Révolution française, absorbe avant 1901 celle de La Neuville-Saint-Pierre. Celle-ci retrouve son autonomie en 1834.

## Politique et administration

### Rattachements administratifs et électoraux
La commune se trouve dans l'arrondissement de Clermont du département de l'Oise. Pour l'élection des députés, elle fait partie de la première circonscription de l'Oise.
Elle faisait partie depuis 1793 du canton de Froissy. Dans le cadre du redécoupage cantonal de 2014 en France, la commune fait désormais partie du canton de Saint-Just-en-Chaussée.

### Intercommunalité
La commune faisait partie de la communauté de communes des Vallées de la Brèche et de la Noye créée fin 1992.
Dans le cadre des dispositions de la loi portant nouvelle organisation territoriale de la République (Loi NOTRe) du 7 août 2015, qui prévoit que les établissements publics de coopération intercommunale (EPCI) à fiscalité propre doivent avoir un minimum de 15 000 habitants, le préfet de l'Oise a publié en octobre 2015 un projet de nouveau schéma départemental de coopération intercommunale, qui prévoit la fusion de plusieurs intercommunalités, et notamment celle de Crèvecœur-le-Grand (CCC) et celle des Vallées de la Brèche et de la Noye (CCVBN), soit une intercommunalité de 61 communes pour une population totale de 27 196 habitants.
Après avis favorable de la majorité des conseils communautaires et municipaux concernés, cette intercommunalité dénommée communauté de communes de l'Oise picarde et dont la commune est désormais membre, est créée au 1er janvier 2017.

### Liste des maires
| Période                                  | Période                         | Identité        | Étiquette | Qualité           |
| ---------------------------------------- | ------------------------------- | --------------- | --------- | ----------------- |
| Les données manquantes sont à compléter. |                                 |                 |           |                   |
| mars 2001                                | 2008                            | Régis Montois   | DVD       |                   |
| mars 2008                                | 2014                            | Dominique Aubry |           |                   |
| 2014                                     | En cours (au 26 septembre 2014) | Carlo Zanuso    |           | Chef d'entreprise |

## Population et société

### Démographie

#### Évolution démographique
L'évolution du nombre d'habitants est connue à travers les recensements de la population effectués dans la commune depuis 1793. Pour les communes de moins de 10 000 habitants, une enquête de recensement portant sur toute la population est réalisée tous les cinq ans, les populations de référence des années intermédiaires étant quant à elles estimées par interpolation ou extrapolation. Pour la commune, le premier recensement exhaustif entrant dans le cadre du nouveau dispositif a été réalisé en 2007.

En 2022, la commune comptait 329 habitants, en évolution de +0,61 % par rapport à 2016 (Oise : +0,87 %, France hors Mayotte : +2,11 %).
| 1793 | 1800 | 1806 | 1821 | 1831 | 1836 | 1841 | 1846 | 1851 |
| ---- | ---- | ---- | ---- | ---- | ---- | ---- | ---- | ---- |
| 589  | 592  | 673  | 642  | 610  | 396  | 383  | 389  | 381  |

| 1856 | 1861 | 1866 | 1872 | 1876 | 1881 | 1886 | 1891 | 1896 |
| ---- | ---- | ---- | ---- | ---- | ---- | ---- | ---- | ---- |
| 369  | 360  | 351  | 333  | 318  | 288  | 285  | 267  | 251  |

| 1901 | 1906 | 1911 | 1921 | 1926 | 1931 | 1936 | 1946 | 1954 |
| ---- | ---- | ---- | ---- | ---- | ---- | ---- | ---- | ---- |
| 241  | 275  | 265  | 211  | 195  | 186  | 201  | 236  | 221  |

| 1962 | 1968 | 1975 | 1982 | 1990 | 1999 | 2006 | 2007 | 2012 |
| ---- | ---- | ---- | ---- | ---- | ---- | ---- | ---- | ---- |
| 205  | 194  | 207  | 196  | 221  | 206  | 259  | 266  | 309  |

| 2017 | 2022 | - | - | - | - | - | - | - |
| ---- | ---- | - | - | - | - | - | - | - |
| 329  | 329  | - | - | - | - | - | - | - |

#### Pyramide des âges
La population de la commune est relativement jeune.
En 2018, le taux de personnes d'un âge inférieur à 30 ans s'élève à 42,5 %, soit au-dessus de la moyenne départementale (37,3 %). À l'inverse, le taux de personnes d'âge supérieur à 60 ans est de 13,9 % la même année, alors qu'il est de 22,8 % au niveau départemental.
En 2018, la commune comptait 170 hommes pour 157 femmes, soit un taux de 51,99 % d'hommes, largement supérieur au taux départemental (48,89 %).
Les pyramides des âges de la commune et du département s'établissent comme suit.
| Hommes | Classe d’âge | Femmes |
| ------ | ------------ | ------ |
| 0,6    | 90 ou +      | 0,6    |
| 1,2    | 75-89 ans    | 3,8    |
| 9,9    | 60-74 ans    | 12,0   |
| 19,3   | 45-59 ans    | 19,6   |
| 22,8   | 30-44 ans    | 25,3   |
| 17,5   | 15-29 ans    | 13,9   |
| 28,7   | 0-14 ans     | 24,7   |

| Hommes | Classe d’âge | Femmes |
| ------ | ------------ | ------ |
| 0,5    | 90 ou +      | 1,4    |
| 5,5    | 75-89 ans    | 7,6    |
| 15,6   | 60-74 ans    | 16,3   |
| 20,8   | 45-59 ans    | 20     |
| 19,4   | 30-44 ans    | 19,4   |
| 17,6   | 15-29 ans    | 16,2   |
| 20,6   | 0-14 ans     | 19,1   |

## Culture locale et patrimoine

### Lieux et monuments

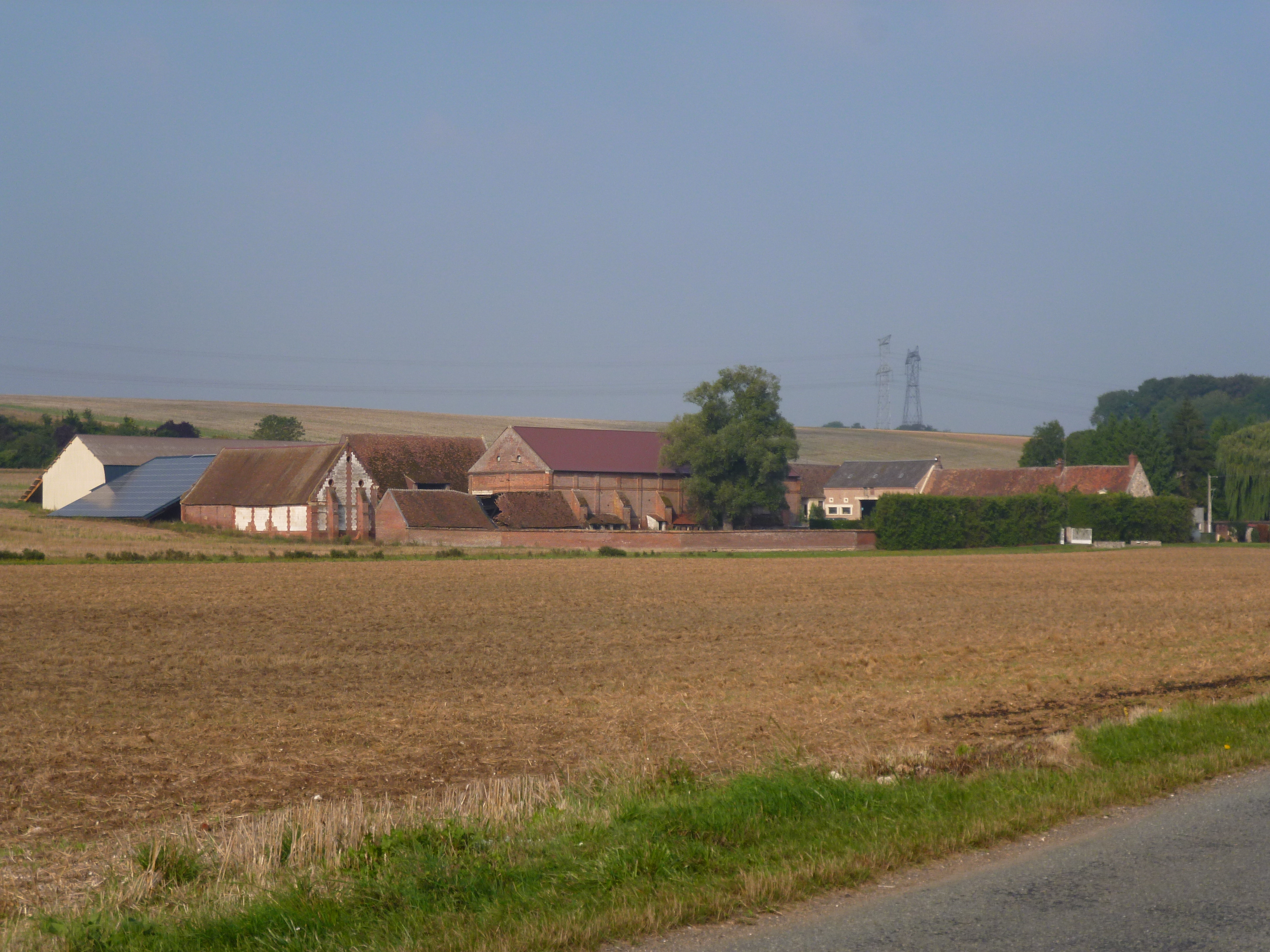
La grange de Mauregard.

- Église Saint-Martin : le chœur de l'édifice date de 1551. Un ensemble d'objets se trouvant dans l'édifice composé de deux statues (saint Christophe et saint Mahurin), d'une statue d'un christ de pitié et de cinq verrières datant des XVIe et XIXe y est classé monument historique[32].
- Grange de Mauregard (XIVe et XVIe siècles) : ancienne grange appartenant aux cisterciens de l'abbaye de Froidmont, elle est inscrite monument historique en 1988[33].